# Acanosema
Acanosema är ett släkte av steklar som beskrevs av Jean-Jacques Kieffer 1908. Acanosema ingår i familjen hyllhornsteklar.
Släktet innehåller bara arten Acanosema nervosum.